# Pyrgus malvoides
Pyrgus malvoides — вид денних метеликів родини головчаки (Hesperiidae). Поширений в Південній Європі.

## Поширення
Вид поширений на південному заході та півдні Європи: на півдні Франції, Швейцарії та Австрії, в Іспанії, Португалії та Італії. Трапляється на висоті 0-2500 м. Його можна знайти в різноманітних вологих і сухих середовищах існування, таких як кислі або вапняні луки, вереси, болота, скелясті схили та відкриті чагарники.

## Опис
Розмах крил цього метелика становить 24-26 мм. Вид індетичний за зовнішнім виглядом до Pyrgus malvae і відрізняється лише будовою статевих органів.

## Спосіб життя
Іноді для розведення вид використовує невеликі ділянки площею всього кілька десятків квадратних метрів. Гусениці живляться кількома видами перстачу (Potentilla spp.), парила (Agrimonia spp.) і суниці (Fragaria spp.). Коли гусениці повністю виростають, вони залишають личинкову кормову рослину і закручують біля її основи кокон, у якому заляльковуються. Цей вид має здебільшого два покоління на рік, але на великих висотах він лише одновиводковий. Зимує як лялечка.